# 茹宗舜
茹宗舜（1540年—？），字子孝，號歷山，直隸東勝右衛軍籍，山西臨汾縣人，明朝政治人物。

## 生平
隆慶四年（1570年）庚午科順天府鄉試第八十九名舉人。隆慶五年（1571年）聯捷辛未科會試第二百四十一名，三甲第一百七十五名進士。工部觀政，授武进知县，萬曆五年（1577年）閏八月选授雲南道御史，七年差巡按漕运，八年巡按直隶宣大，十年二月升山东临清兵备参议，十一年升陕西副使，管庄浪兵备，十五年升右参政，照旧管事，卒于官。

## 家族
曾祖茹仁；祖父茹彪，总旗；父茹璋，壽官，母馬氏。